# Киевское (Баштанский район)
Киевское (укр. Київське) — село в Баштанском районе Николаевской области Украины.
Население по переписи 2001 года составляло 121 человек. Почтовый индекс — 56153. Телефонный код — 5158. Занимает площадь 1,14 км².

## Местный совет
56153, Николаевская обл., Баштанский р-н, с. Новоивановка, ул. Одесская, 8